# Kim Min-hee
Kim Min-hee (Coreia do Sul, 1 de março de 1982) é uma atriz e modelo sul-coreana.

## Carreira
Kim Min-hee começou a modelar quando estava no ensino médio e logo apareceu em capas de revistas para adolescentes. Em 1999, ela foi escalada para o drama School 2 para o papel de uma garota rebelde do ensino médio, que a lançou ao estrelato. Ela se tornou uma jovem estrela popular com apenas 20 anos, aparecendo em dramas de TV e filmes coreanos. No entanto, uma série de atuações ruins trouxe críticas negativas. Críticos e espectadores a chamaram depreciativamente de "atriz atraente, mas vazia", mais famosa por ser um ícone da moda e namorada do ator Lee Jung-jae na época.
Em 2006, depois de ler a sinopse da série de TV Goodbye Solo, Kim queria o papel de Mi-ri mais do que tudo, dizendo: "Eu estava pronta para fazer qualquer coisa para interpretá-la". Ela implorou ao renomado roteirista Noh Hee-kyung para escalá-la, e embora Noh a tenha recusado cinco vezes, Kim não desistiu, e sua determinação acabou convencendo Noh a ver seu potencial oculto. Prometendo começar de baixo, Kim passou por um rigoroso treinamento de atuação, que incluiu exercícios vocais e respiratórios básicos; ela conseguiu o roteiro antes de qualquer outra pessoa e continuou a analisar o papel e a praticar todos os dias. Kim disse que até Goodbye Solo, ela não tinha certeza do que fazer com a sua vida, mas o drama a fez sentir que atuar era sua verdadeira vocação, como se ela "finalmente tivesse aberto a primeira página do livro". Ela recebeu boas críticas por sua atuação e, apesar das baixas classificações do drama, o papel transformou sua carreira.
Seus papéis sucessivos no cinema ajudaram a solidificar sua reinvenção de carreira, começando com Hellcats de 2008 (também conhecido por seu título em coreano I Like It Hot ou Some Like It Hot), uma comédia leve que explora a vida e os amores de três mulheres em diferentes estágios da feminilidade. Kim interpretou uma aspirante a roteirista de vinte e poucos anos que está agonizando com sua carreira insegura e romance instável com um namorado músico caloteiro. Comentários elogiaram seu "desempenho convincente", e mais tarde ela ganhou o prêmio de Melhor Atriz no Baeksang Arts Awards e no Busan Film Critics Awards.
Kim então se juntou ao elenco de estrelas de Yeobaeudeul (2009), um mocumentário semi-improvisado dirigido por E J-yong (com quem ela já havia trabalhado em Asako in Ruby Shoes). Situado durante uma sessão de fotos da Vogue Korea, Kim fica chateada no filme com uma observação de um funcionário de que os homens não acham mulheres magras como ela atraentes, em comparação com sua coestrela mais voluptuosa Kim Ok-bin. Este papel seguiu-se por um papel como coadjuvante regular como repórter no filme de conspiração Moby Dick.
Kim esticou ainda mais os limites de seu alcance de atuação no thriller psicológico Hoa-cha (2012), adaptado do romance de Miyabe Miyuki, Kasha (em japonês, "trem de ida/carruagem de fogo para o inferno"). Ela disse que tinha absoluta confiança no diretor Byun Young-joo e nunca checou os monitores quando ele dizia que estava tudo bem com a cena que foi gravada, e Byun também a elogiou, dizendo: "Acabei adicionando mais cenas para ela atuar porque ela era simplesmente excepcional. Ela sabia o que estava fazendo, e ela sabia que era capaz. Ela raramente ficava nervosa durante toda a produção. Ela não tem medo e está sempre confiante." Kim disse que o papel deu a ela a chance de mostrar do que ela era capaz como atriz, acrescentando: "Eu me sinto diferente sobre atuação agora. Muitas vezes sinto uma tremenda sensação de realização e realmente gosto de fazer este trabalho." Exibindo uma presença marcante na tela como uma garota misteriosa que desaparece sem deixar rastro enquanto seu noivo perplexo descobre um rastro de informações falsificadas, Kim recebeu várias indicações de atuação e ganhou o prêmio de Melhor Atriz no Buil Film Awards.
Depois que seu contrato com a agência de Lee Byung-hun BH Entertainment terminou no final de 2012, Kim assinou com a Management SOOP, que também lida com a carreira de sua amiga Gong Hyo-jin.
Em 2013, Kim novamente ganhou elogios por sua atuação em Yeon-ae-ui ondo. Ao contrário da típica comédia romântica, o drama de relacionamento contava uma história mais realista de um casal de três anos de relacionamento. Durante seu discurso de aceitação como Melhor Atriz no Baeksang Arts Awards de 2013, Kim agradeceu a sua coestrela Lee Min-ki e ao diretor Roh Deok, que "ajudou a moldar (sua) personagem Young na tela". Kim estrelou no filme noir de ação Wooneun Namja em 2014, no qual ela interpretou uma mulher de luto que se torna o alvo de um assassino.
Em seguida, Kim estrelou o filme de Hong Sang-soo aclamado pela crítica Jigeumeun matgo geuttaeneun teullida (2015), que a fez ganhar o prêmio de Melhor Atriz no Busan Film Critics Awards. Kim alcançou o estrelato internacional por sua atuação no premiado filme Ah-ga-ssi, a adaptação cinematográfica de 2016 de Na Ponta dos Dedos de Park Chan-wook ambientada na Coreia dos anos 1930. Park a chamou de "a atriz mais cobiçada do momento".
Em 2017, Kim se tornou a primeira atriz coreana a ganhar o Urso de Prata de melhor atriz no Festival Internacional de Cinema de Berlim por sua atuação no filme Bamui haebyun-eoseo honja. Em 2018, ela estrelou Pulipdeul e Gangbyeon hotel.
Kim estrelou Domangchin yeoja (2020), que ganhou o Urso de Prata de melhor diretor no 70.º Festival Internacional de Cinema de Berlim. Em 2020, o The New York Times classificou-a em décimo sexto lugar em sua lista de "Os 25 maiores atores do século 21".

## Vida pessoal

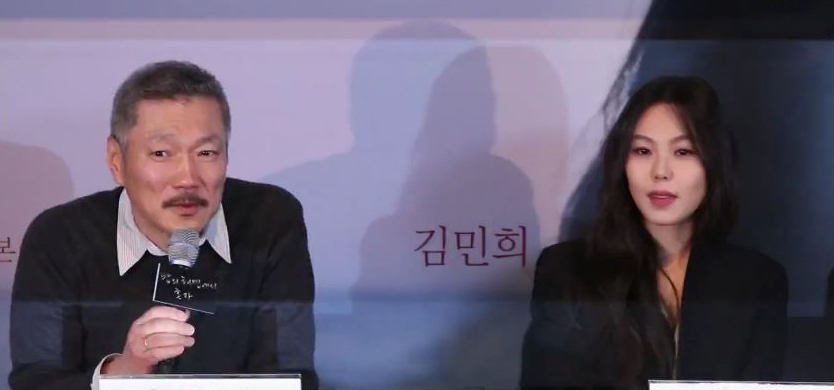
Hong Sang-soo e Kim admitiram seu caso em uma entrevista coletiva em Seul em março de 2017

Em junho de 2016, foi relatado que Kim estava tendo um caso com Hong Sang-soo, o diretor então casado do filme Jigeumeun matgo geuttaeneun teullida, no qual ela estrelou como atriz principal em 2015. Na estreia de Bamui haebyun-eoseo honja em Seul em março de 2017, Kim e Hong admitiram abertamente seu caso.
A controvérsia teria sido a razão pela qual a Management SOOP decidiu não renovar o contrato de Kim, que terminou no início de 2016. Ela também perdeu patrocínios, incluindo o de uma empresa de cosméticos.

## Filmografia

### Filmes
| Ano  | Título                               | Papel               |
| ---- | ------------------------------------ | ------------------- |
| 2000 | Sunaebo                              | Mia                 |
| 2002 | Seopeuraijeu                         | Hwang Mi-ryung      |
| 2008 | Ddeugeoun Geosi Joa                  | Ami                 |
| 2009 | Yeobaeudeul                          | Kim Min-hee         |
| 2011 | Moby Dick                            | Sung Hyo-kwan       |
| 2012 | Hoa-cha                              | Kang Sun-young      |
| 2013 | Dwitdamhwa, gamdokyi micheotseoyo    |                     |
| 2013 | Yeon-ae-ui ondo                      | Jang Young          |
| 2014 | Wooneun Namja                        | Mo-kyung            |
| 2015 | Jigeumeun matgo geuttaeneun teullida | Yoon Hee-jung       |
| 2016 | Ah-ga-ssi                            | Senhora Hideko      |
| 2017 | Bamui haebyun-eoseo honja            | Young-hee           |
| 2017 | Claire's Camera                      | Jeon Man-hee        |
| 2017 | Geu-hu                               | Song Ah-reum        |
| 2018 | Pul-ip-deul                          | A-reum              |
| 2018 | Gangbyeon hotel                      | A-reum              |
| 2020 | Domangchin yeoja                     | Gam-hee             |
| 2021 | Inteurodeoksyeon                     | pintora             |
| 2022 | The Novelist's Film                  | Gil-soo, atriz      |
| 2022 | Walk Up                              | Gerente de produção |

### Séries de televisão
| Ano  | Título                       | Papel         | Emissora |
| ---- | ---------------------------- | ------------- | -------- |
| 1999 | School 2                     | Shin Hye-won  | KBS1     |
| 2000 | Look Back in Anger           | Lee Hye Jung  | KBS2     |
| 2000 | Juliet's Man                 | Bol Yeo-Woo   | SBS      |
| 2002 | Age of Innocence             | Ji-yoon       | SBS      |
| 2004 | My 19 Year Old Sister-in-Law | Choi Soo Ji   | SBS      |
| 2006 | Goodbye Solo                 | Choi Mi-ri    | KBS2     |
| 2008 | Love Marriage                | Lee Kang Hyun | KBS2     |

### Programas de variedades
| Ano  | Título   | Emissora | Notas                                                                |
| ---- | -------- | -------- | -------------------------------------------------------------------- |
| 2000 | Inkigayo | SBS      | Apresentadora com Ahn Jae-mo de 23 de abril a 31 de dezembro de 2000 |

## Prêmios
| Ano  | Prêmio                                     | Categoria                                | Trabalho indicado                    | Resultado        |
| ---- | ------------------------------------------ | ---------------------------------------- | ------------------------------------ | ---------------- |
| 1999 | KBS Drama Awards                           | Melhor jovem atriz                       | School                               | Venceu           |
| 2000 | SBS Drama Awards                           | Melhor nova atriz                        | Juliet's Man                         | Venceu           |
| 2002 | SBS Drama Awards                           | Prêmio de Popularidade Netizen           | Age of Innocence                     | Venceu           |
| 2006 | KBS Drama Awards                           | Prêmio de Excelência, Atriz              | Goodbye Solo                         | Indicado         |
| 2006 | KBS Drama Awards                           | Prêmio de melhor casal com Lee Jae-ryong | Goodbye Solo                         | Indicado         |
| 2008 | Baeksang Arts Awards                       | Melhor atriz                             | Ddeugeoun Geosi Joa                  | Venceu           |
| 2008 | Korean Film Awards                         | Melhor atriz                             | Ddeugeoun Geosi Joa                  | Indicado         |
| 2008 | Busan Film Critics Awards                  | Melhor atriz                             | Ddeugeoun Geosi Joa                  | Venceu           |
| 2008 | KBS Drama Awards                           | Netizen Award, Actress                   | Love Marriage                        | Indicado         |
| 2008 | KBS Drama Awards                           | Prêmio de melhor casal com Kim Ji-hoon   | Love Marriage                        | Indicado         |
| 2012 | Baeksang Arts Awards                       | Melhor atriz                             | Hoa-cha                              | Indicado         |
| 2012 | Buil Film Awards                           | Melhor atriz                             | Hoa-cha                              | Venceu           |
| 2012 | Blue Dragon Film Awards                    | Melhor atriz                             | Hoa-cha                              | Indicado         |
| 2013 | Korean Film Awards                         | Melhor atriz                             | Hoa-cha                              | Indicado         |
| 2013 | Baeksang Arts Awards                       | Melhor atriz                             | Yeon-ae-ui ondo                      | Venceu           |
| 2013 | Buil Film Awards                           | Melhor atriz                             | Yeon-ae-ui ondo                      | Indicado         |
| 2013 | Women in Film Korea Awards                 | Melhor atriz                             | Yeon-ae-ui ondo                      | Venceu           |
| 2013 | Blue Dragon Film Awards                    | Melhor atriz                             | Yeon-ae-ui ondo                      | Indicado         |
| 2013 | Blue Dragon Film Awards                    | Prêmio de Estrela Popular                | Yeon-ae-ui ondo                      | Venceu           |
| 2016 | Wildflower Film Awards                     | Melhor atriz                             | Jigeumeun-matgo-geuttaeneun-teullida | Indicado         |
| 2016 | Busan Film Critics Awards                  | Melhor atriz                             | Jigeumeun-matgo-geuttaeneun-teullida | Venceu           |
| 2016 | Chunsa Film Art Awards                     | Melhor atriz                             | Jigeumeun-matgo-geuttaeneun-teullida | Indicado         |
| 2016 | Buil Film Awards                           | Melhor atriz                             | Agassi                               | Indicado         |
| 2016 | Blue Dragon Film Awards                    | Melhor atriz                             | Agassi                               | Venceu           |
| 2016 | Director's Cut Awards                      | Melhor atriz                             | Agassi                               | Venceu           |
| 2016 | Austin Film Critics Association            | Melhor atriz coadjuvante                 | Agassi                               | Indicado         |
| 2016 | Cine 21 Awards                             | Melhor atriz                             | Agassi                               | Venceu           |
| 2017 | Baeksang Arts Awards                       | Melhor atriz                             | Agassi                               | Indicado         |
| 2017 | Chunsa Film Art Awards                     | Melhor atriz                             | Agassi                               | Indicado         |
| 2017 | International Cinephile Society Awards     | Melhor atriz                             | Geu-hu                               | Venceu           |
| 2017 | Festival Internacional de Cinema de Berlim | Melhor atriz                             | Bamui Haebyeoneseo Honja             | Venceu           |
| 2017 | Gijón International Film Festival          | Melhor atriz                             | Bamui Haebyeoneseo Honja             | Venceu           |
| 2017 | Buil Film Awards                           | Melhor atriz                             | Bamui Haebyeoneseo Honja             | Indicado         |
| 2018 | Chunsa Film Art Awards                     | Melhor atriz                             | Bamui Haebyeoneseo Honja             | Indicado         |
| 2018 | International Cinephile Society Awards     | Melhor atriz                             | Bamui Haebyeoneseo Honja             | Segunda colocada |
| 2018 | Wildflower Film Awards                     | Melhor atriz                             | Bamui Haebyeoneseo Honja             | Indicado         |
| 2018 | Asian Film Awards                          | Melhor atriz                             | Geu-hu                               | Indicado         |
| 2019 | Wildflower Film Awards                     | Melhor atriz                             | Pul-ip-deul                          | Indicado         |
| 2020 | Cine 21 Awards                             | Melhor atriz                             | Domangchin yeoja                     | Venceu           |
| 2021 | Wildflower Film Awards                     | Melhor atriz                             | Domangchin yeoja                     | Indicado         |